# Upaper
《Upaper》是聯合報系與台北捷運公司曾经合作發行过的免費報紙，2007年3月26日創刊，只在台北捷運各車站發送，取代已於2007年1月停刊的《可樂新聞》。

## 概要

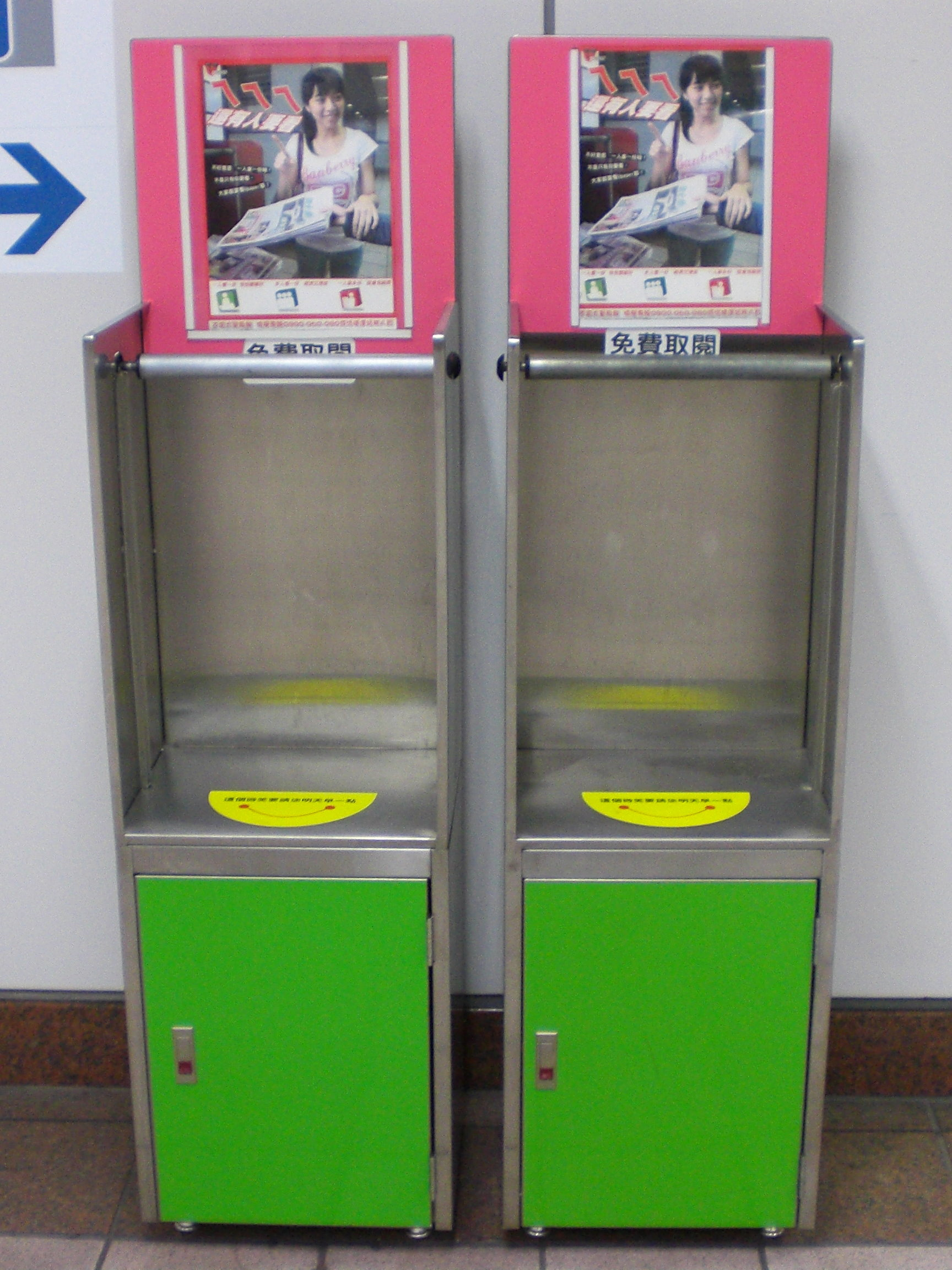
《Upaper》專用報架
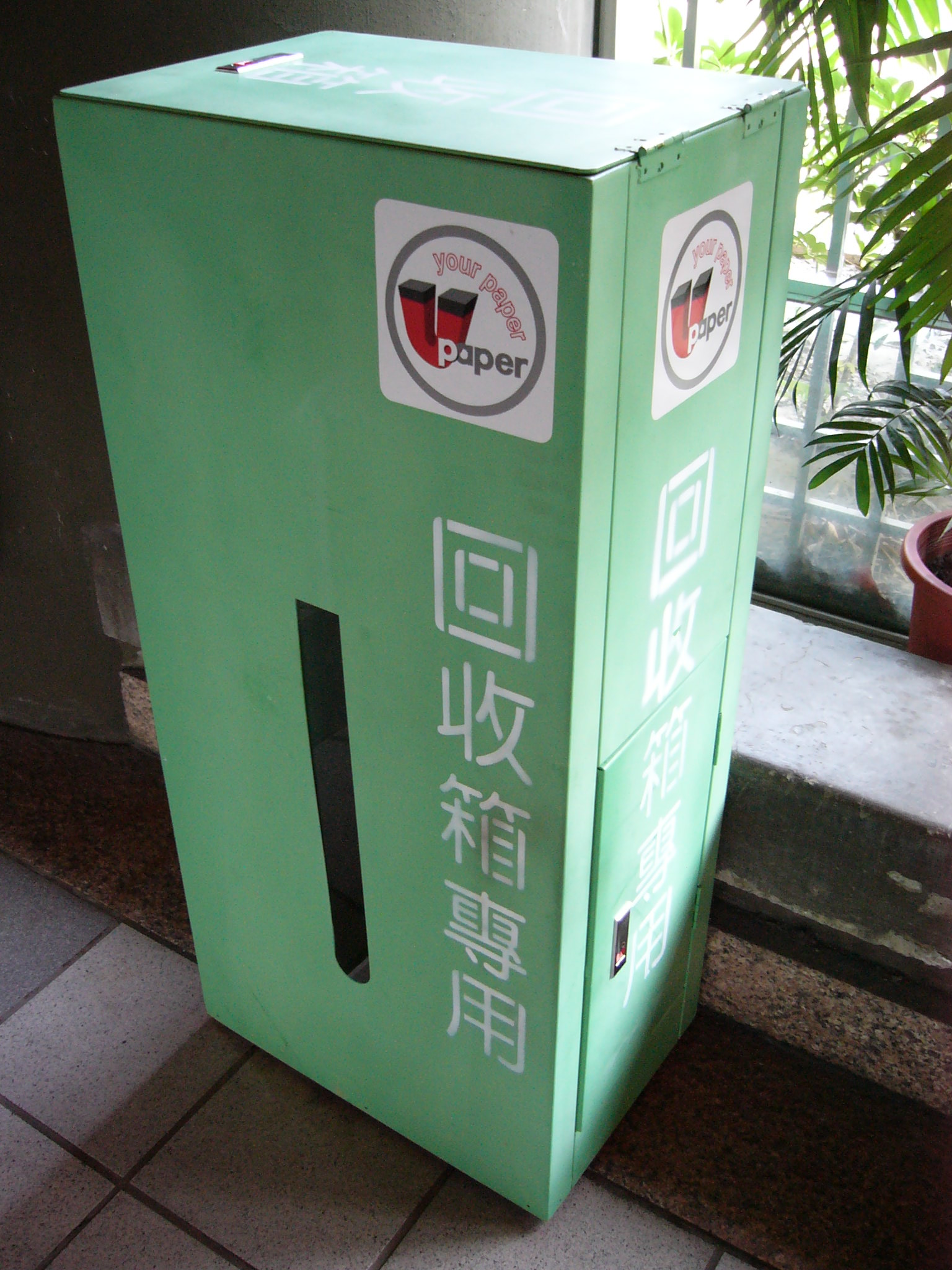
《Upaper》專用回收箱

《Upaper》於每週一至週六發行，大台北地區唯一合法授權，獨家在台北捷運各車站內發行的報紙。台北市、新北市109個車站內250個出入口、367個報架免費取閱，每日發行25萬份。
2015年4月25日，《Upaper》週末版最後一次發行。
由於數位閱讀浪潮興起，沒有廠商前來投標，雖在合約到期前有辦理3次公開招商，但都流標，與聯合報系的合約將到期，因此Upaper於2018年4月26日出版最後一號（第3011號）後停止服務。

## 外部連結
- Upaper的Facebook專頁